# ユーディト・フォン・バイエルン (925-985)
ユーディト・フォン・バイエルン（ドイツ語：Judith von Bayern, 925年 - 985年以降6月29日）は、バイエルン公ハインリヒ1世の妃。中世バイエルンの歴史において最も重要な女性の一人である。

## 生涯
ユーディトはルイトポルト家のバイエルン公アルヌルフとユーディト・フォン・フリウーリの間の娘である。ユーディトとバイエルン公ハインリヒ1世との結婚はおそらく父アルヌルフがまだバイエルン公であったころに決められたと思われる。ユーディトはフリウーリ辺境伯の血縁であるとみられ、そのことがハインリヒ1世がイタリア王位を獲得するための理由となったとみられる。この結婚により、バイエルン公領の新たに成立した神聖ローマ帝国への取り込みが進んだ。
ハインリヒ1世が955年に死去し、当時4歳であった息子ハインリヒ2世がバイエルン公領を継承した。ハインリヒ2世は未成年であったため、ユーディトが公領の摂政をつとめた。ユーディトは夫ハインリヒ1世の政策を支持し、実家の政治姿勢とは対立した。夫ハインリヒ1世の生存中にユーディトが政治に影響を与えたことは知られていない。わすかな文献以外に、ユーディトについて知るところはほとんどない。
聖地巡礼ののち、974年よりユーディトはレーゲンスブルクのニーダーミュンスター修道院に住み、夫ハインリヒ1世同様この修道院に埋葬された。

## 子女
- ハトヴィヒ（939年頃 - 994年） - 954年にシュヴァーベン大公ブルヒャルト3世と結婚
- ゲルベルガ（940年頃 - 1001年）- ガンダースハイム女子修道院長
- ハインリヒ2世（喧嘩公）（951年 - 995年） - バイエルン大公（955年 - 976年、985年 - 995年）

## 参考文献

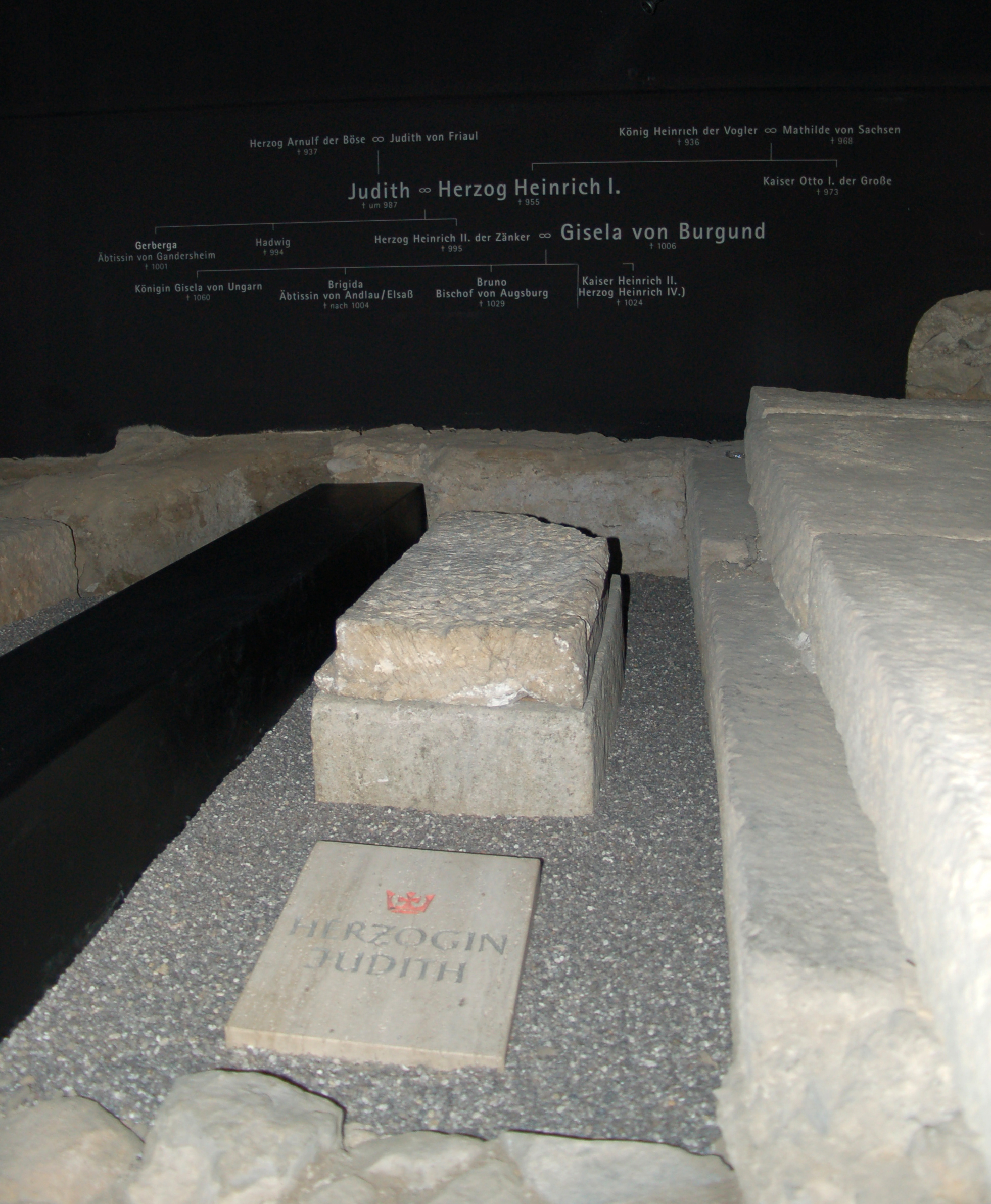
ユーディトの墓（レーゲンスブルク、ニーダーミュンスター修道院）